# Ramon Maria Castelltort i Miralda
Ramon Maria Castelltort i Miralda (Igualada, 1915 – Barcelona, 1965) va ser un sacerdot escolapi i escriptor de poesies, obres de teatre i assaigs.
Va escriure poesia de contingut religiós, majoritàriament en llengua castellana, i esporàdicament en català. En la dècada de 1940 va donar a conèixer 22 llibres de versos, incloent Mi soledad sonora (1941), Breviario espiritual, Arpa en éxtasis (1945), Navidad, amb un preludi en vers del poeta Eduard Marquina, i altres de publicats a títol pòstum, com ara Poemes de la mort (1977).
Fou autor d'obres teatrals i realitzà crítica literària i estudis d'escriptors com Arolas, Tagore, Lope de Vega i Quevedo. Fou traductor d'obres com Triunfo de Michel Quoist i Las Florecillas de sant Francesc d'Assís, i revisor de la Enciclopedia de la vida Conyugal y sexual. Va fer una biografia dramàtica, en vers, de Josep de Calassanç.
Es va cartejar amb el filòleg Pius Morera i Prat. L'any 1962 fou nomenat membre d'honor de l'Acadèmia Internacional de Ciències, Lletres i Arts Artis Templum de Roma.
A Igualada l'escola Pare Ramon Castelltort ha estat anomenada en honor seu. El seu germà Aleix Castelltort i Miralda, que morí el gener de 2009, va realitzar al llarg de molts anys una tasca de recopilació de documents relacionats amb la vida i obra del seu germà Ramon, que avui constitueix un fons únic. També va ser, junt amb la seva muller Rosa Tarrida, promotor de la publicació d'una antologia, diverses obres originals, biografia i estudis sobre Ramon Maria Castelltort.

## Obres
- Mi soledad sonora (1941)[1]
- Navidad (1943), amb preludi en vers del poeta Eduard Marquina
- Breviario espiritual
- Arpa en éxtasis (1945)
- Tan herida de adioses (1961)
- Poemes de la mort (publicat de forma pòstuma el 1977)